# Vrå kyrka
Vrå kyrka är en kyrkobyggnad som tillhör Vrå församling i Växjö stift. Kyrkan ligger i kyrkbyn Vrå i Vrå socken, Ljungby kommun.

## Kyrkobyggnaden
I  Vrå har två tidigare kyrkor funnits. Inga uppgifter om den första kyrkan finns bevarade. Den andra kyrkan som troligen låg söder om den nuvarande, var uppförd av sten på medeltiden och fick 1739 en tillbyggnad åt väster.
Nuvarande kyrka uppfördes 1834-1836 i nyklassicistisk stil. De ritningar som arbetats fram av Överintendentsämbetet  följdes inte fullt ut .Istället blev kyrkan nästan en kopia av Annerstads kyrka.  Invigningen ägde rum den  12 augusti 1838  och förrättades av biskop Esaias Tegnér. 
Kyrkan består av rektangulärt långhus med kor i öster och en halvrund sakristia bakom koret. Vid långhusets västra kortsida finns kyrktornet med huvudingång. Ännu en ingång finns på långhusets sydsida. Tornet är försett med en tidstypisk fyrsidig lanternin  krönt av ett kors.
Interiören är av salkyrkotyp med trä tunnvalv. Kordelen markeras av en korbåge. Den ursprungliga sakristian har sin plats bakom altaruppställningen. Från början av 1957 fram till april 1958 genomfördes en restaurering då kyrkorummet fick sin nuvarande färgsättning i grått, blått och rött.

## Inventarier
- Altartavlan från 1836 är målad av Salomon Andersson i Växjö. Tavlan har som motiv "Jesus nedtages från korset". Tavlan är en kopia av ett verk av Rubens.
- Altaruppställningen som omger altartavlan består av pilastrar som bär upp ett grekiskt tempelinspirerat överstycke med en   treenighetssymbol  med en strålsol i mitten.
- Altarringen är halvrund  med svarvade balusterdockor.
- Predikstolen med ljudtak i empirestil är från 1854.Korgen är prydd med förgyllda symboler.
- Från medeltidskyrkan finns bevarade dopfunt, primklocka, ljuskrona och golvur.
- Bänkinredningen är försedd med dörrar mot mittgången.
- Orgelläktare  med utsvängt mittstycke.
- Kyrkklockorna som förut hängde i gamla kyrkans klockstapel är tillverkade 1642 och 1688.

## Orgel
- I den tidigare kyrkans fanns en orgel med 5 1/2 stämmor. Den såldes 1836 till Nöttja kyrka.
- Orgeln är tillverkad 1855 av Johannes Magnusson, Lemnhult, med en fasad efter ritningar från 1853. Orgeln är mekanisk.
- Orgelverket omdisponerades 1927 av Carl Richard Löfvander. Mixtur 3 ch sattes in 1944.
- 1969 renoverades och omdisponerades verket av Västbo Orgelbyggeri, Långaryd.

| Huvudverk I          | Öververk II      | Pedal         | Koppel |
| Borduna 16´          | Gedackt 8´       | Subbas 16´    | II/I   |
| Principal 8´         | Fleut d'amour 8´ | Violoncell 8´ | I/P    |
| Dubbelflöjt 8´       | Principal 4´     | Basun 16´     |        |
| Fugara 8´            | Waldflöjt 2'     |               |        |
| Oktava 4'            |                  |               |        |
| Täckflöjt 4'         |                  |               |        |
| Kvinta 3'            |                  |               |        |
| Oktava 2'            |                  |               |        |
| Mixtur 3 chor (1944) |                  |               |        |

## Galleri

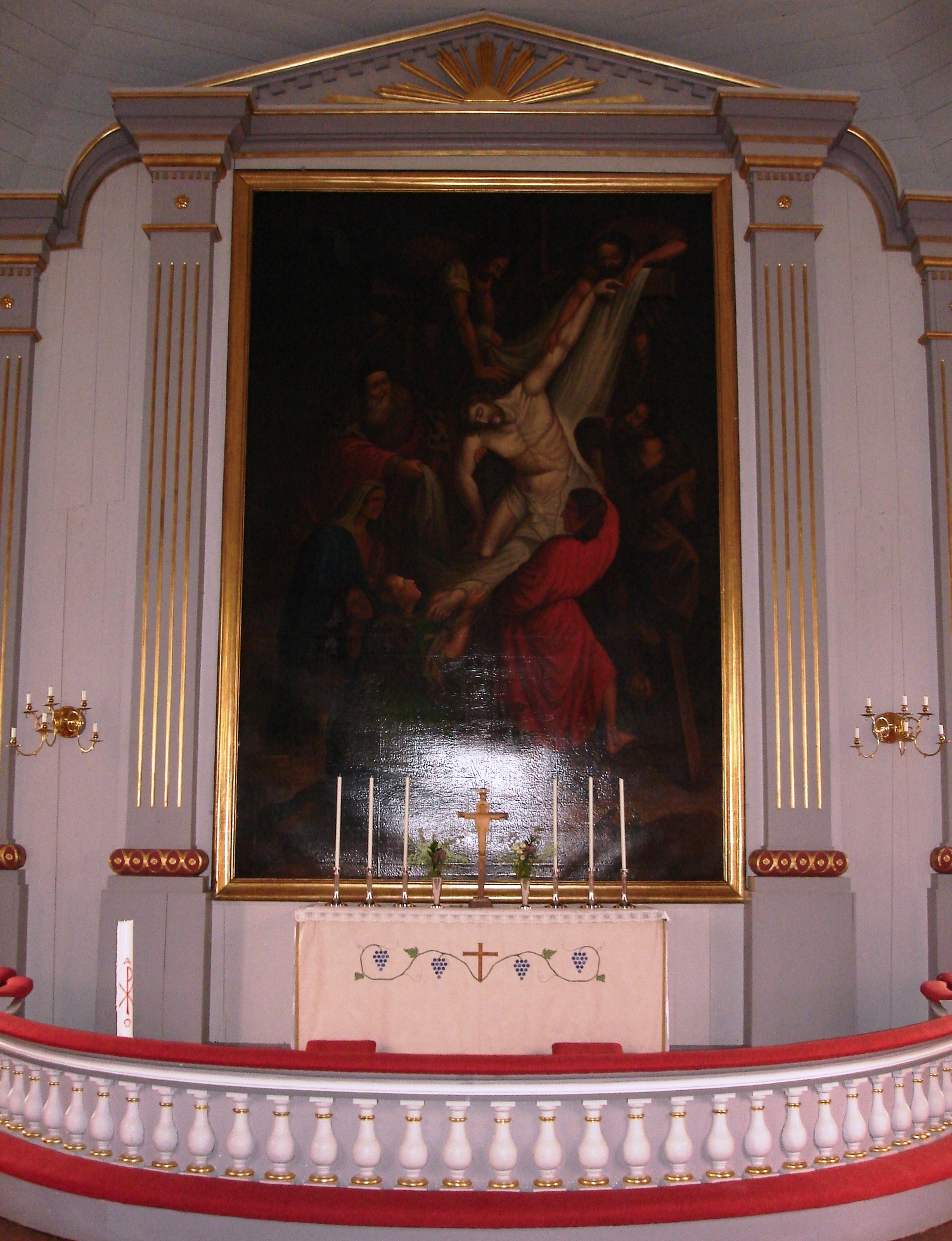
Altartavla
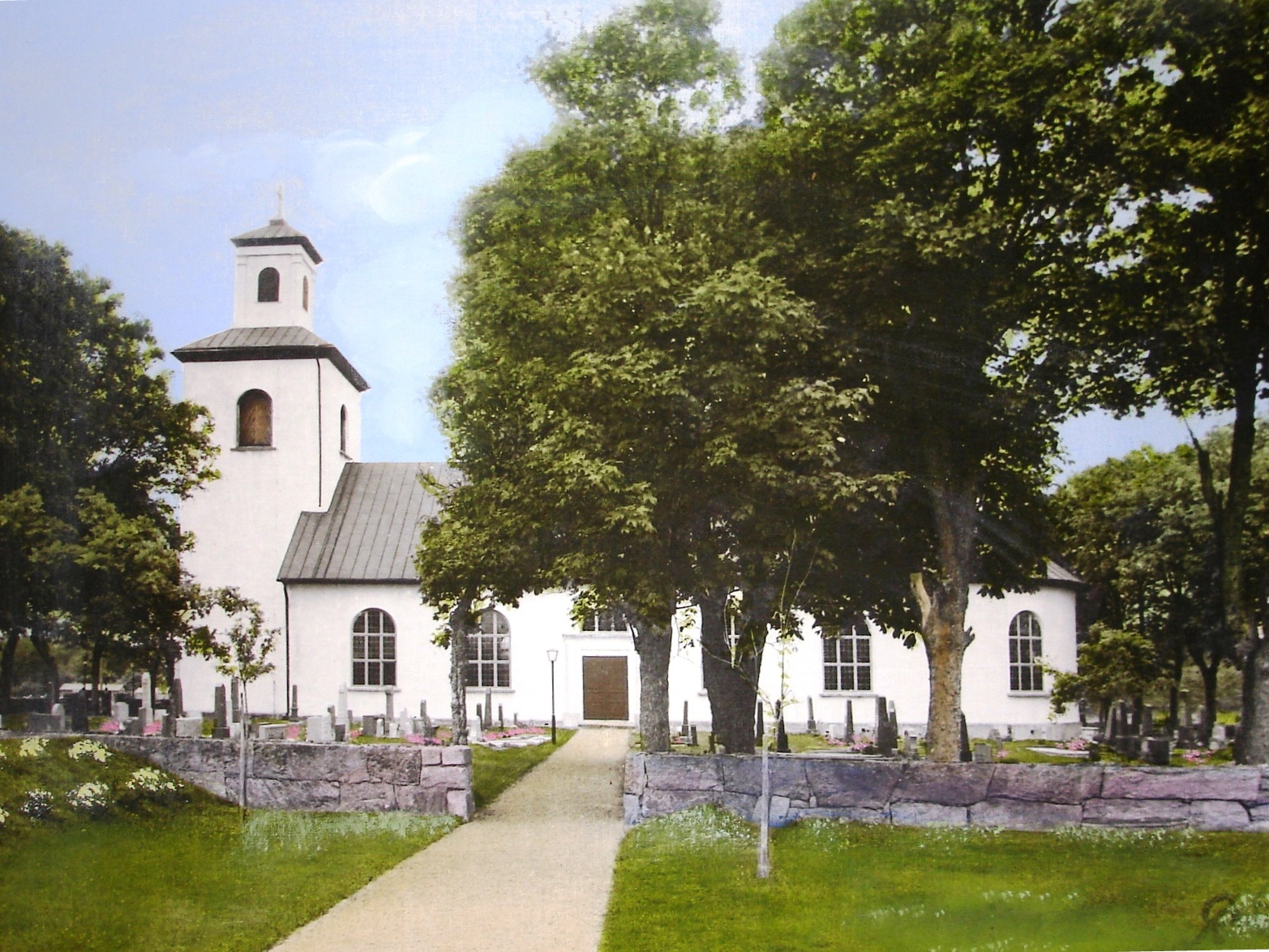
Målad tavla av kyrkan
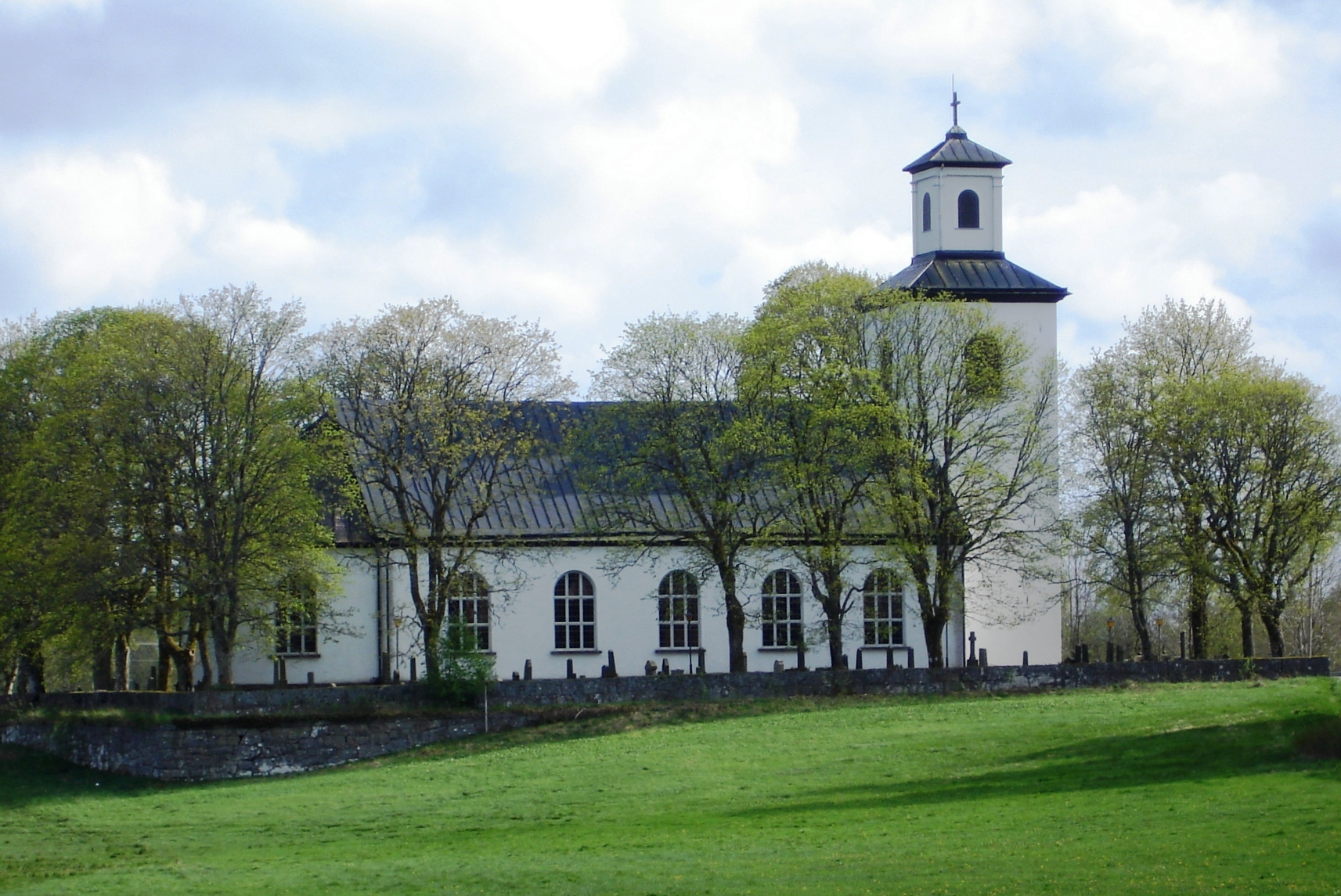
Kyrkan från norr
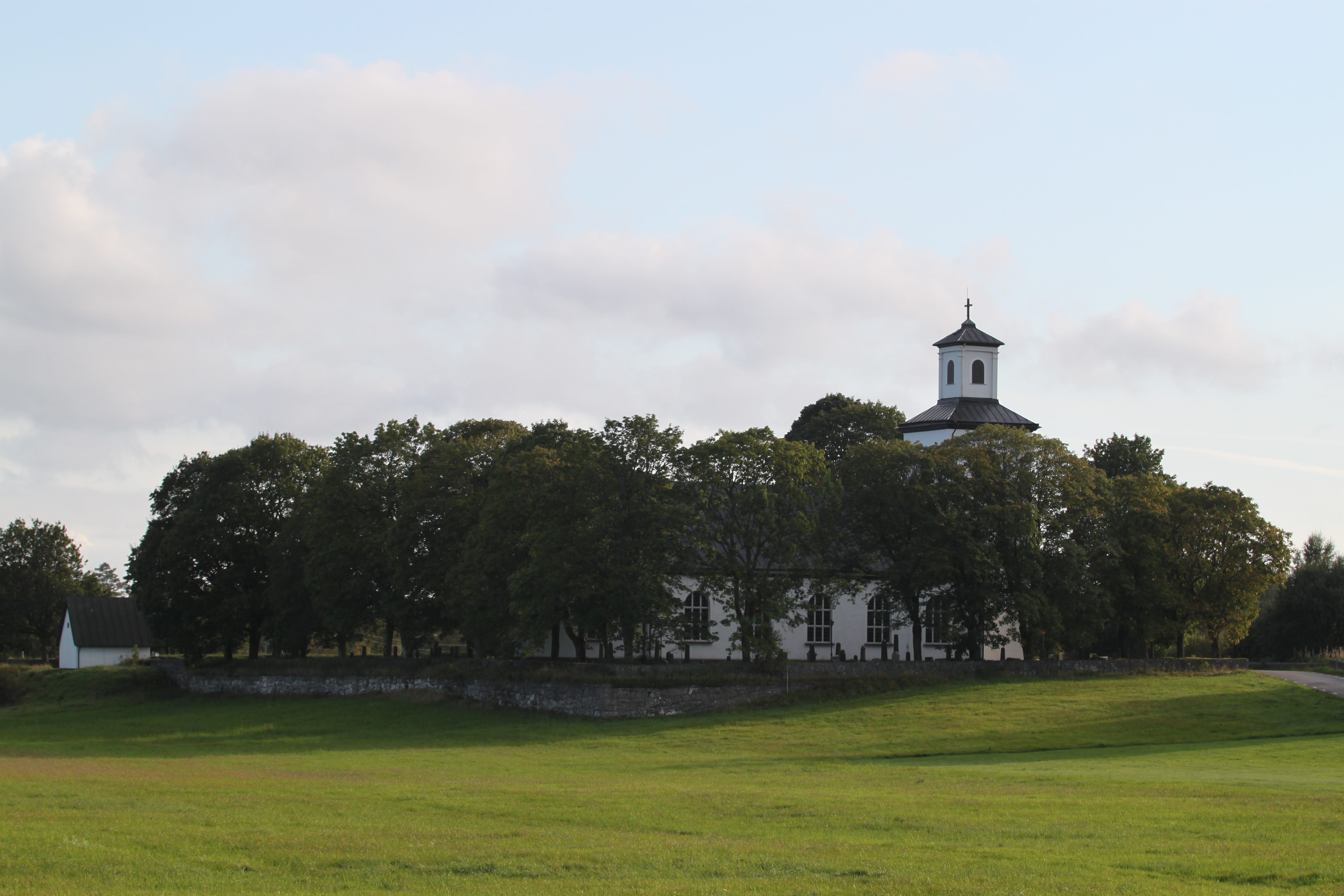
Vrå kyrka